# Bañeres
Bañeres (oficialmente en valenciano: Banyeres de Mariola) es un municipio de la Comunidad Valenciana, España. Está situado en el norte de la provincia de Alicante, en la comarca de la Hoya de Alcoy. Tiene una población de 7307 habitantes (INE 2024).

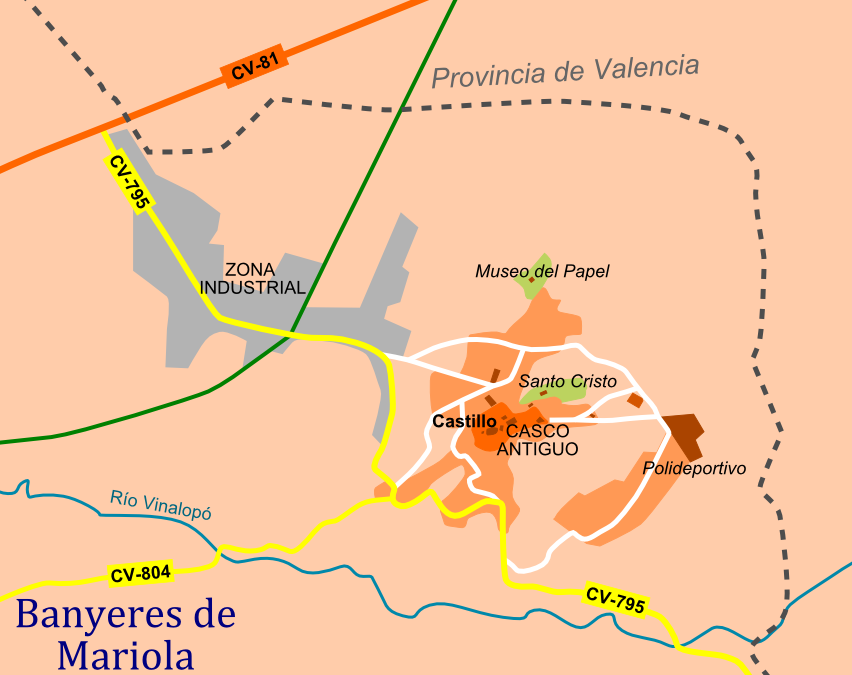
Plano esquemático de la ciudad, con las principales vías de acceso y comunicación.
Zona urbana
Centro histórico
Edificio de interés
Zona verde
Zona industrial
Carretera principal
Carretera secundaria
Vía verde

| Zona urbana Centro histórico Edificio de interés Zona verde | Zona industrial Carretera principal Carretera secundaria Vía verde |

## Toponimia
Se cree que el topónimo es de origen árabe, aunque lógicamente a partir de otro nombre anterior. Se especula con la denominación Beni-Hares ("hijo de liebres") aunque, según Escolano, el topónimo es anterior y los árabes lo habrían llamado Bernirehes. Comoquiera que sea, la primera mención documental es de 1249 y aparece como Bigneres, aunque en 1261, en un pleito con Bocairente, ya aparece escrito en su forma valenciana de Banyeres.
Hasta la reforma de la nomenclatura municipal de 1916 el municipio se llamaba Bañeras. En dicha fecha su nombre fue modificado por el de Bañeres.

## Geografía
El relieve del término municipal viene dominado por el largo corredor prebético SO-NE, conocido como valle de Benejama en su parte occidental. La población se halla en el pasillo por el que circula la CV-81, el antiguo ferrocarril VAY y, antiguamente, el camino que unía Toledo con Denia. El corredor se enmarca entre dos largas alineaciones montañosas, la sierra de la Solana y la sierra de Mariola, de gran importancia ambiental y que cuenta con una gran riqueza botánica y abundancia de fuentes; de la confluencia de varias de ellas en los barrancos de Pinarets y Buixcarró, entre el término de Banyeres y el de Bocairente, nace el río Vinalopó. El corredor cuaternario está cubierto de sedimentos y, en su parte central, presenta rasgos de endorreísmo.
Es la población situada a más altura de la provincia sobre el nivel del mar, y ofrece variados parajes para visitar, como la Font del Cavaller o el parque de Villa Rosario, donde se ubica el Museo Valenciano del Papel (Museu Valencià del Paper) y un aula de la naturaleza.
Localidades limítrofes
|                             | Norte: Bocairente, Onteniente |             |
| Oeste: Benejama, Fontanares | Bañeres                       | Este: Alcoy |
|                             | Sur: Biar, Onil, Ibi          |             |

### Clima
Según la Clasificación climática de Köppen, el clima de Banyeres es Csa, correspondiéndose al clima mediterráneo continental, aunque está muy influenciado por su altitud y lejanía del mar, teniendo por este motivo un clima mediterráneo continentalizado con inviernos fríos y veranos cálidos, aunque por la noche la temperatura es suave.
Su temperatura en invierno media de 0 grados
| Parámetros climáticos promedio de Bañeres de Mariola | Parámetros climáticos promedio de Bañeres de Mariola | Parámetros climáticos promedio de Bañeres de Mariola | Parámetros climáticos promedio de Bañeres de Mariola | Parámetros climáticos promedio de Bañeres de Mariola | Parámetros climáticos promedio de Bañeres de Mariola | Parámetros climáticos promedio de Bañeres de Mariola | Parámetros climáticos promedio de Bañeres de Mariola | Parámetros climáticos promedio de Bañeres de Mariola | Parámetros climáticos promedio de Bañeres de Mariola | Parámetros climáticos promedio de Bañeres de Mariola | Parámetros climáticos promedio de Bañeres de Mariola | Parámetros climáticos promedio de Bañeres de Mariola | Parámetros climáticos promedio de Bañeres de Mariola |
| Mes                                                  | Ene.                                                 | Feb.                                                 | Mar.                                                 | Abr.                                                 | May.                                                 | Jun.                                                 | Jul.                                                 | Ago.                                                 | Sep.                                                 | Oct.                                                 | Nov.                                                 | Dic.                                                 | Anual                                                |
| ---------------------------------------------------- | ---------------------------------------------------- | ---------------------------------------------------- | ---------------------------------------------------- | ---------------------------------------------------- | ---------------------------------------------------- | ---------------------------------------------------- | ---------------------------------------------------- | ---------------------------------------------------- | ---------------------------------------------------- | ---------------------------------------------------- | ---------------------------------------------------- | ---------------------------------------------------- | ---------------------------------------------------- |
| Temp. máx. media (°C)                                | 11.2                                                 | 11.9                                                 | 14.5                                                 | 16.8                                                 | 20.2                                                 | 24.8                                                 | 28.5                                                 | 28.7                                                 | 25.4                                                 | 20.2                                                 | 15.4                                                 | 12.1                                                 | 19.1                                                 |
| Temp. media (°C)                                     | 6.4                                                  | 7.0                                                  | 9.1                                                  | 11.3                                                 | 14.6                                                 | 19.0                                                 | 22.3                                                 | 22.7                                                 | 19.6                                                 | 14.9                                                 | 10.4                                                 | 7.5                                                  | 13.8                                                 |
| Temp. mín. media (°C)                                | 1.6                                                  | 2.1                                                  | 3.7                                                  | 5.9                                                  | 9.1                                                  | 13.2                                                 | 16.2                                                 | 16.8                                                 | 13.8                                                 | 9.6                                                  | 5.4                                                  | 2.9                                                  | 8.5                                                  |
| Precipitación total (mm)                             | 35                                                   | 39                                                   | 43                                                   | 53                                                   | 49                                                   | 36                                                   | 15                                                   | 23                                                   | 49                                                   | 71                                                   | 58                                                   | 48                                                   | 519                                                  |
| Fuente: climate-data.org                             |                                                      |                                                      |                                                      |                                                      |                                                      |                                                      |                                                      |                                                      |                                                      |                                                      |                                                      |                                                      |                                                      |

## Historia
En la zona hubo poblamientos prehistóricos, siendo los restos más antiguo del epipaleolítico. En el Molí Roig existió un poblado neolítico y se encontraron varios vestigios eneolíticos en las cuevas del Llarg, dels Anells y del Partidor, entre otras. Los poblados del Cabeço dels Llorenços, del Bovar y de la Serrella son de la Edad del Bronce, aunque en el último se construyó un castillo en época medieval. Hay vestigios de poblados ibéricos en el Assagador de Sant Jordi y La Solaneta, mientras que en el espacio entre la Font Santa y la Font Bona existió probablemente una villa romana.
La población histórica, al igual que su castillo, es de origen musulmán. En el año 1248 fue conquistada por el rey Jaime I de Aragón, que cedió la población en alodio a Jofre de Raixa o Loaysa y el castillo a Bernardo de Tous. La plaza cobró gran importancia ya que, como Biar, su castillo había quedado fronterizo con Castilla. Más tarde pasó a manos de Arnaldo de Romaní y en el año 1303 fue adquirida por Pedro d'Artés. Este vendió el castillo y la población en 1381 a la cercana villa de Bocairente, hasta que el rey Felipe IV decidió su separación en 1618.
Durante la guerra de sucesión española, la fortaleza jugó un papel muy activo al declararse sus habitantes partidarios borbónicos. Sirvió de guarnición a las tropas que apoyaban a Felipe V y llegó a resistir 20 ataques y 3 asedios. En 1706 el general austracista Juan Manuel Noroña atacó el castillo con cuatro mil hombres y no pudo tomarlo. Felipe V le concedió a la población el 12 de julio de 1708 el título de villa real y el privilegio de "Noble, Fiel, Real y Leal". En el Diccionario de Madoz (1845-1850) aparece la siguiente descripción:

BAÑERAS ó BAÑERES: v[illa] con ayunt[amiento] en la prov[incia] de Alicante [...] Sit[uada] en la der[echa] del r[ío] Vinalapó alrededor de una colina, en cuya cúspide se ven los restos de un cast[illo] árabe [...] Tiene 495 casas de regular fáb[rica]; la de ayunt[amiento], cuyo piso bajo sirve de cárcel; carneceria, matadero, posada, 2 hornos de pan cocer, tienda de comestibles; escuela de primeras letras [...] 1 hospital para mendigos forasteros [...]; parr[oquia] dedicada á Ntra. Sra. de la Misericordia [...]; 1 ermita titulada Sta. Maria Magdalena [...] y otra bajo la advocación del Sto. Cristo al final de una gran cuesta adornada de cipreses, en la cual se encuentra el Via-Crucis. Dentro de la v[illa] hay 3 fuentes de buneas aguas, que aprovechan los vec[inos] para su gasto doméstico y otros objetos [...] En diferentes puntos del mismo [término] hay distintas casas de campo, con cuantas comodidades exige la labranza muchas de ellas, y habitadas por los propietarios ó colonos [...] Al pie de la expresada sierra de Mariola, en términode Bocairente, nace el r[ío] Vinalapó [...] y sus aguas tomadas por un cauce sirven para dar movimiento á 5 molinos harineros, á otro de papel; y para riego de porción de terreno [...] Atraviesa el término el camino carretero de Alcoy á Madrid, y otro que conduce á Bocairente, ambos en mediano estado; los de más son de herradura y de penoso tránsito [...] Ind[ustria]: además de la agricultura y molinos indicados, hay fáb[ricas] de gorros, fajas y mantas del país, dedicándose también los vec[inos] al acopio de nieve, la cual durante el estío venden á los de Játiva y otros puntos. Pobl[ación]: 539 vec[inos], 2,236 alm[as] [...] han desterrado del pueblo la miseria de modo, que son muy raras las personas que piden limosna, y esto en los días en que absolutamente no pueden trabajar por enfermedad ú otra causa grave.
Diccionario de Madoz

## Geografía humana

### Demografía
Cuenta con una población de 7307 habitantes (INE 2024).
| Gráfica de evolución demográfica de Bañeres entre 1842 y 2021 |
| |
| Población de derecho según los censos de población del INE Población de hecho según los censos de población del INEEn estos censos se denominaba Bañeras: 1857, 1860, 1877, 1887, 1897, 1900 y 1910 En estos censos se denominaba Bañeres: 1920, 1930, 1940, 1950, 1960, 1970, 1981 y 1991 |

Bañeres tenía unos 400 habitantes en 1646, número que casi se había duplicado en la década de 1710. A finales del siglo XVIII, gracias a la expansión agrícola e industrial, la población ascendió a 1600 habitantes, que en 1857 ya eran 2447 y a finales del siglo XIX llegaban a 3.560. La población se estancó ahí hasta la década de 1970, en que creció hasta los 5873 a un ritmo que se ha decrecido considerablemente en las últimas décadas.

### Urbanismo
El núcleo urbano presenta zonas bien diferenciadas. La parte más antigua está caracterizada por calles estrechas y de fuerte pendiente, apiñadas en torno al espolón rocoso sobre el que se alza el castillo. La parte nueva, con edificios de más de cuatro y cinco plantas, se ordena siguiendo lo que en su día fueron carreteras de circunvalación y acceso: la CV-81 y la CV-795. En su término hay numerosas casas de campo y dos caseríos: Campo del Oro (Camp de l'Or), junto al Vinalopó y El Bovar, en el camino de Biar.

### Economía
En la agricultura, que ocupa a una parte muy reducida de la población activa, predominan los cereales y el girasol (unas 700 ha), aunque se cultivan también manzanos, melocotoneros, ciruelos y algunas hortalizas, así como el olivo (600 ha), el almendro y el viñedo. El aceite es el principal producto agrícola de la localidad. El segundo sector en importancia es el de los servicios.
Es una localidad fundamentalmente industrial, con un 70 % de la población activa dedicada a este sector. Hasta principios del siglo XX la fuerza y desnivel del río Vinalopó se usó como fuerza motriz para molinos de harina y hay constancia de que ya en 1780 al menos dos molinos harineros se habían convertido en fábricas de papel. Estas fueron un elemento clave de la industrialización de Bañeres y cuyos edificios (algunos ya en ruinas) todavía flanquean el curso del río. El sector papelero, no obstante, entró en crisis en la década de 1970, por lo que la industria se reconvirtió hacia el cartón. El textil, de gran importancia también, entró en fase industrial a mediados del siglo XIX, aunque no se asentó hasta la gran demanda que hubo durante la Primera Guerra Mundial (1914-1918). En la actualidad se cubren varias fases de la producción, como el hilado, el tejido y la confección de géneros de punto, así como colchas y toallas. La proximidad al denominado valle de Juguete (la Hoya de Castalla) ha propiciado fábricas de juguetes y plásticos.

### Comunicaciones
Por el término de Bañeres circulan las siguientes carreteras:
| CV-81 Enlaza Onteniente con Villena y Yecla.                             |
| CV-795 Enlaza Bañeres con la CV-81 por el norte y con Alcoy por el este. |
| CV-803 Enlaza la CV-795 con Onil.                                        |
| CV-804 Enlaza Bañeres con Biar.                                          |

Hasta 1969 existió una parada de la línea de Ferrocarriles de Villena a Alcoy y Yecla, actualmente desmantelada y reconvertida en Vía Verde.

## Administración y política
| Elecciones Municipales del 28 de mayo de 2023 |         |                            |       |         |            |            |
| Partido                                       | Partido | Candidato                  | Votos | Votos   | Concejales | Concejales |
| Compromís                                     |         | Josep Sempere i Castelló   | 1742  | 41,73 % | 6          | 2          |
| Partido Popular                               |         | José Carlos Molina Benítez | 1701  | 40,75 % | 5          | 1          |
| Partido Socialista del País Valenciano-PSOE   |         | Bartolomé Francés Ferre    | 679   | 16,26 % | 2          | 1          |
| Fuente: Ministerio del Interior (España).     |         |                            |       |         |            |            |

| Periodo   | Nombre                      | Partido   |
| --------- | --------------------------- | --------- |
| 1979-1983 | José Barceló Sanjuan        | UCD       |
| 1983-1987 | Alberto Molina Belda        | AP        |
| 1987-1991 | José Barceló Sanjuan        | AP        |
| 1991-1995 | Joan Antoni Esteve i Albero | PSPV-PSOE |
| 1995-1999 | Roberto Calatayud Tormo     | PP        |
| 1999-2003 | Roberto Calatayud Tormo     | PP        |
| 2003-2007 | María Encarna Francés Martí | PSPV-PSOE |
| 2007-2011 | Antonio Belda Valero        | PP        |
| 2011-2015 | Antonio Belda Valero        | PP        |
| 2015-2019 | Josep Sempere i Castelló    | Compromís |
| 2019-2023 | Josep Sempere i Castelló    | Compromís |
| 2023-act. | Josep Sempere i Castelló    | Compromís |

## Patrimonio

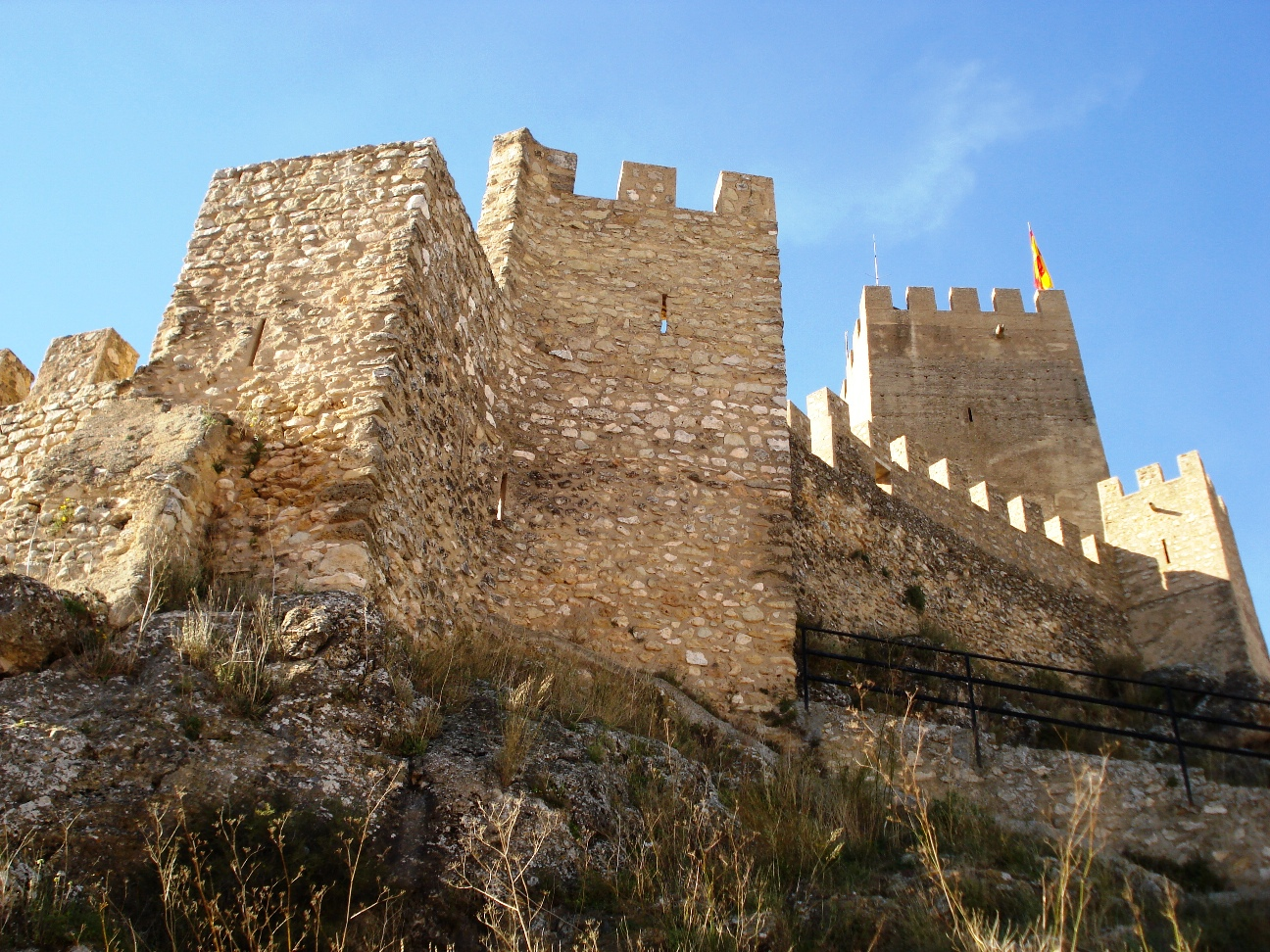
Castillo de Bañeres.

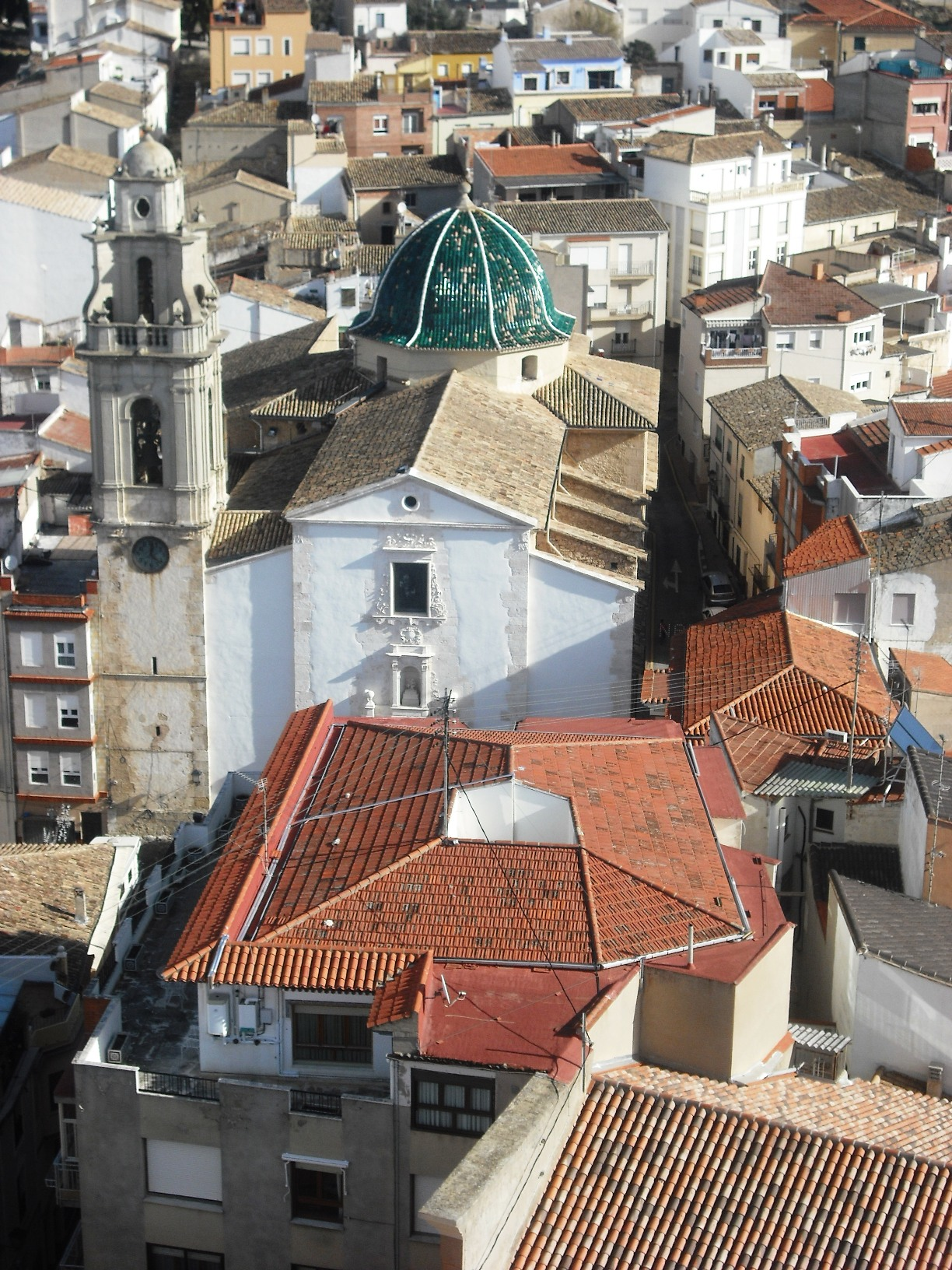
Iglesia de Santa María de la Misericordia.

- Castillo (Castell): está erigido sobre el espolón rocoso del cerro del Águila (tossal de l'Àguila), a una altitud de 830 m s. n. m.[9] De origen árabe (siglo XII),[2] presenta una planta poligonal irregular de doble recinto, en el que destaca su Torre del Homenaje de 17 m.[9] Fue declarado BIC en 1985.[2]
- Torre de la Font Bona: Torre fortificada del siglo XVI. Cuando se construyó estaba aislada y tenía la función de controlar las vías de comunicación, aunque en la actualidad se encuentra anexa a otras viviendas. El edificio, de planta cuadrada, tiene cuatro alturas y se construyó con muros de mampostería, y en la actualidad se halla rematada por una cubierta de teja árabe a dos aguas.[18] Vivió un largo de periodo de restauración entre 1991 y 1997 a fin de albergar el Museo Valenciano del Papel y posteriormente el Museo Arqueológico Municipal,[19] y está declarada BIC.[18]
- Ermita de San Jorge (Ermita de Sant Jordi): Formaba parte antiguamente de las edificaciones del Molino Sol. Es de estilo neogótico y fue reconstruida en la década de 1980 en el solar del antiguo cementerio.[20]
- Iglesia Parroquial de Santa María de la Misericordia (Esglèsia Parroquial de la Mare de Déu de la Misericòrdia): Se comenzó a construir en 1734 según el estilo barroco corintio.[2] Durante la guerra civil española se expoliaron gran parte de las imágenes y el retablo, que tuvieron que ser repuestos posteriormente.[20]
- Capilla de la Comunión (Capella de la Comunió):
- Ermita de Santa María Magdalena (Ermita de Santa Maria Magdalena o de la Malena): Aunque se desconoce su fecha de construcción, se trata de la más antigua de la localidad ya que está construida en estilo gótico rural.[20]
- Ermita del Santo Cristo (Ermita del Sant Crist): Es de estilo neogótico y se acabó de construir en el siglo XX, obra del arquitecto Timoteu Briet, aunque está construida sobre una antigua parroquia[2] que ya existía al menos en 1790.[20]
- Parque Municipal de Vil·la Rosario: En él se halla el Museo Valenciano del Papel.
- Fuentes: En el término existen numerosas fuentes como la Font del Sapo, Font del Cavaller, Font del Teularet de Roc, Font de la Burra, Font de la mata, Font de Picorromeu, Font Bona, etc.
- Estatua de Jaime I: El 9 de octubre de 2022 se instaló en la plaza de los Plátanos una escultura de bronce dedicada al rey Jaime I, quien contribuyó a la fundación del pueblo con la donación del castillo de Banyeres. El monumento, es obra del escultor Vicente Ferrero.

## Cultura

### Museos

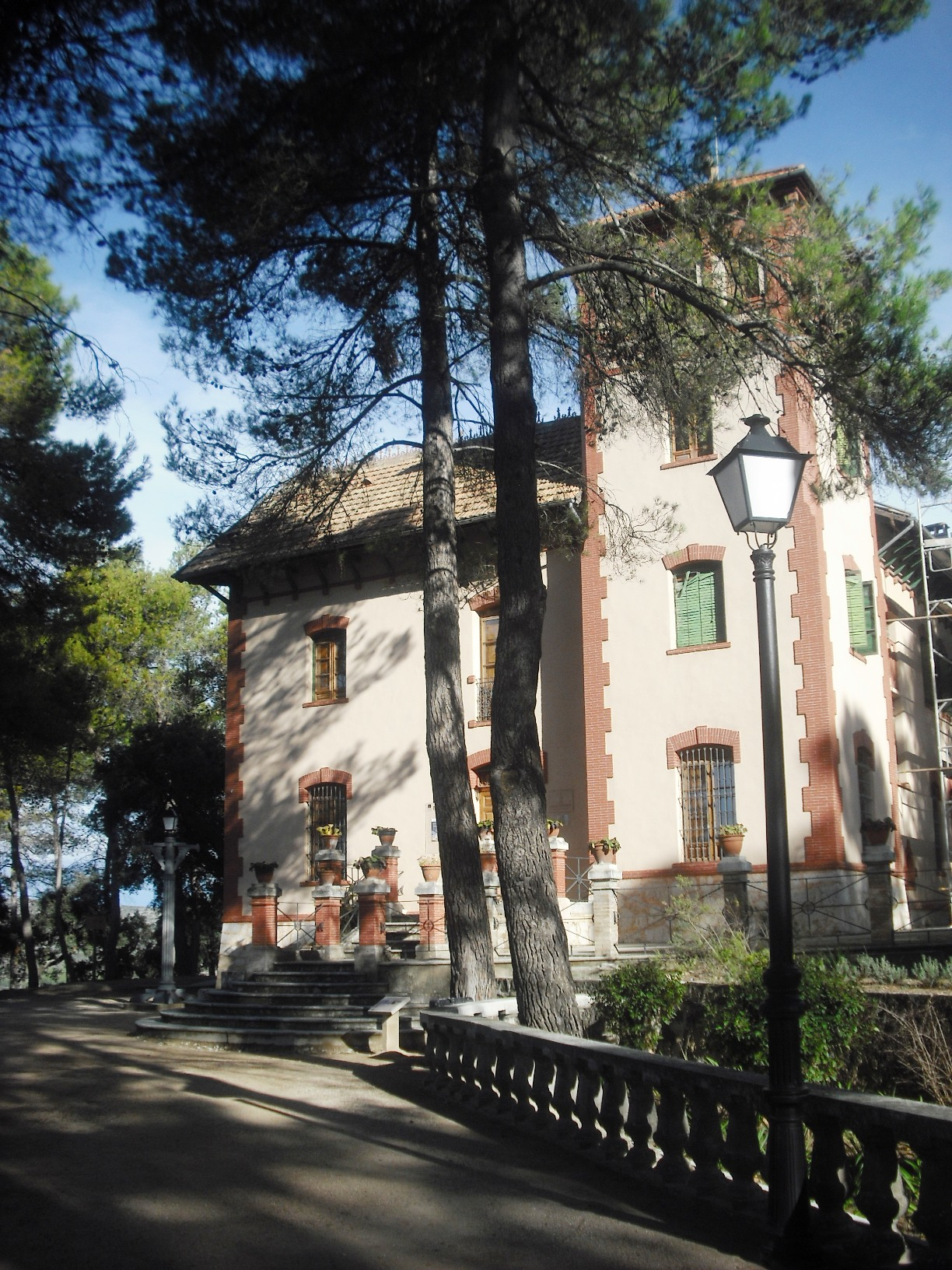
Museo Valenciano del Papel.

- Museo Valenciano del Papel (Museu Valencià del Paper): Está ubicado en un chalet de 1903, Villa Rosario, que se sitúa en el parque homónimo. El museo, creado originalmente a partir las donaciones de Juan Castelló Mora, expone el proceso artesanal de fabricación de papel, ilustrado con los objetos utilizados y maquetas de antiguos molinos, entre otros.[21] Destacan asimismo los 1300 libritos de papel de fumar, las filigranas de entre los siglos XVII y XX, anuncios de fábricas de tabaco, juguetes de papel y un largo etcétera. Posee además una amplia biblioteca especializada, con más de 1500 volúmenes.[21][22]
- Museo Arqueológico Municipal (Museu Arqueològic Municipal): Está situado en la Torre de la Font Bona,[19] restaurada para este fin, y contiene los hallazgos realizados en los numerosos yacimientos del municipio, como el Ull de Canals, el Assut de Benassait, la Serrella, la Font Bona o el Assagador de Sant Jordi, entre otros, gracias a la labor del Grupo Arqueológico Local. Entre sus piezas, destaca un cráneo trepanado hallado en la Cova de les Bagasses.[19]
- Museo Festero (Museu Fester): Está situado en la Torre del Homenaje del castillo.[2] En la planta baja se puede encontrar una breve explicación sobre el castillo y su importancia para las fiestas de moros y cristianos. En la primera planta se expone la cronología de las fiestas de Bañeres y en la segunda se puede observar la evolución de los programas de fiestas y los carteles anunciadores, así como información sobre la fiesta de la reliquia y la importancia de la música en las fiestas.[23]

### Fiestas

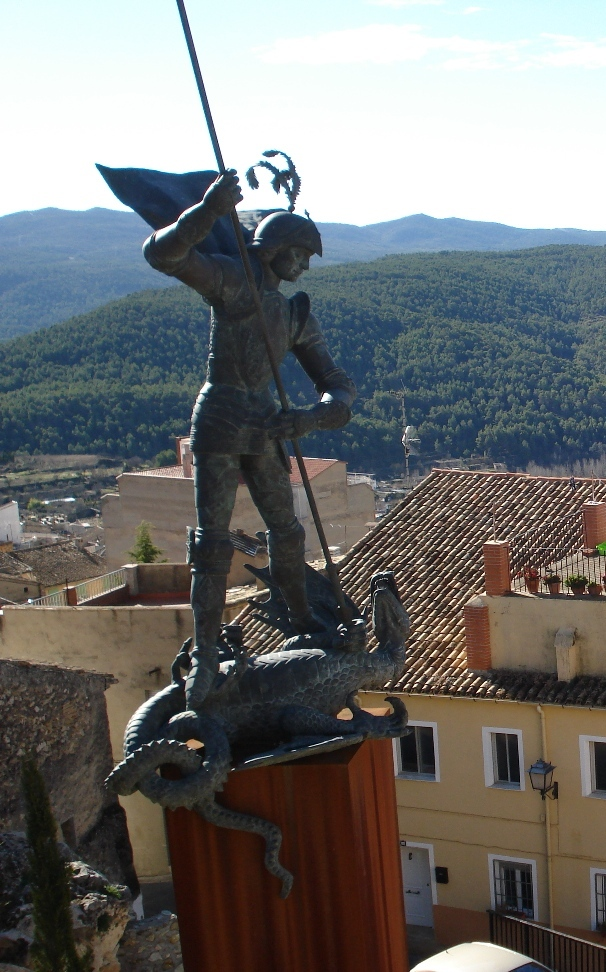
San Jorge, patrón de la villa.

- Moros y Cristianos. Estas fiestas se celebran entre el 22 y el 25 de abril en honor de San Jorge, patrón de la localidad.[2] Actualmente están declaradas de Interés Turístico Nacional.[24]
- Santa María Magdalena. Es la copatrona de la villa. Los actos en su honor se celebran los días 21 y 22 de julio,[24] se componen de conciertos, pasacalles, misa y procesión. Cada tres años se representa dentro de los actos del mercado medieval el mito de San Jorge y el dragón en el parque de Villa Rosario. La representación de La llegenda de Sant Jordi, el drac i la princesa, en valenciano; desde el año 1981, con motivo del 200 aniversario de la llegada de Reliquia de Sant Jorge a Banyeres de Mariola se realiza como teatro de calle, con una periodicidad trienal; en 2009 tuvo lugar el sábado 18 de julio; en 2012, el sábado 14 de julio.
- Fiestas de la Reliquia de San Jorge. En el año 1780, llegó a Bañeres una reliquia de san Jorge, trasladada desde Roma por el padre Juan Bautista Doménech. Este fue el origen de que cada primer fin de semana de septiembre y, desde entonces, la población celebra la fiesta de moros y cristianos.[2]

### Gastronomía
Entre la gastronomía popular se encuentra el "arròs i conill" (paella), olla de penques, "olla de bledes", "olla de carabassa", "gaspatxos", borra y coques fregides, entre otras especialidades. La bebida típica es el licor de hierbas (herbero) procedentes de la sierra Mariola, las principales son: "terongina/melissa, marialluïsa, timó real/panical, donzell, rabet de gat ver, poliol de riu, sàlvia, sentònica i camamirla".

## Medios de Comunicación
- Radio municipal: Banyeres de Mariola 105.5 Fm

## Hermanamientos
El municipio de Banyeres de Mariola está hermanado con las siguientes localidades:
- Campan (Francia)